# Budokan Miyamoto Musashi
Le Budokan Miyamoto Musashi (宮本武蔵顕彰武蔵武道館) est un dōjō (道場) ou budōkan (武道館) où l'on pratique les budō (武道), le mot kan (館) signifie la « maison »). Construit dans la province de Mimasaka à Ōhara-Cho berceau de Miyamoto Musashi (12 mars 1584, Ōhara-Chō - 19 mai 1645), il fut inauguré le 20 mai 2000 au lendemain de la date anniversaire de ce dernier. Ce budokan est consacré aux arts martiaux officiels du Japon, et principalement au kendo.

## Infrastructure
L'arène principale au premier étage peut accueillir six terrains de kendo. Le deuxième étage contient 838 sièges spectateurs. Y sont régulièrement organisées des compétitions internationales de kendo.
- Arène principale 1376 m2 (42 m sur 32 m).
  - 6 Kendo (11m x 11m).
  - 2 volley-ball.
  - 1 basket-ball.
  - 8 badminton.
- Salle consacrée au Budo de 322 m2 (23 m x 14 m).
  - 2 Kendo (9m x 9m).
  - 2 Judo.
- Installations auxiliaires : salle de formation, salle de réunion, salle de fitness, salle de santé / consultation physique, salle de repos, dépôt d'équipement, vestiaires, salles de douche, salle allouée à la diffusion, bureaux.

## Architecture
La conception architecturale du Budokan Miyamoto Musashi a été confiée à Wataru Numata,.
La structure de l'arène principale entourée de deux étages au-dessus du sol est en béton armé. La surface totale au sol et de 6049 m2 (le premier étage de 4252 m2 et le deuxième étage 1797 m2). Le bâtiment a été certifié par Heart Building.
La livraison eut lieu en mai 2000 précédant l'inauguration du 20 mai 2000, en mémoire de la date anniversaire de Miyamoto Musashi (12 mars 1584, Ōhara-Chō - 19 mai 1645).
La forme originale du toit est une référence à la garde d'une épée en forme de concombre de mer, conçue par Miyamoto Musashi.

## Accès par les transports
Chizu Express, Chizu Line, Station Miyamoto Musashi à 10 minutes à pied.

Vues de la gare Miyamoto Musashi
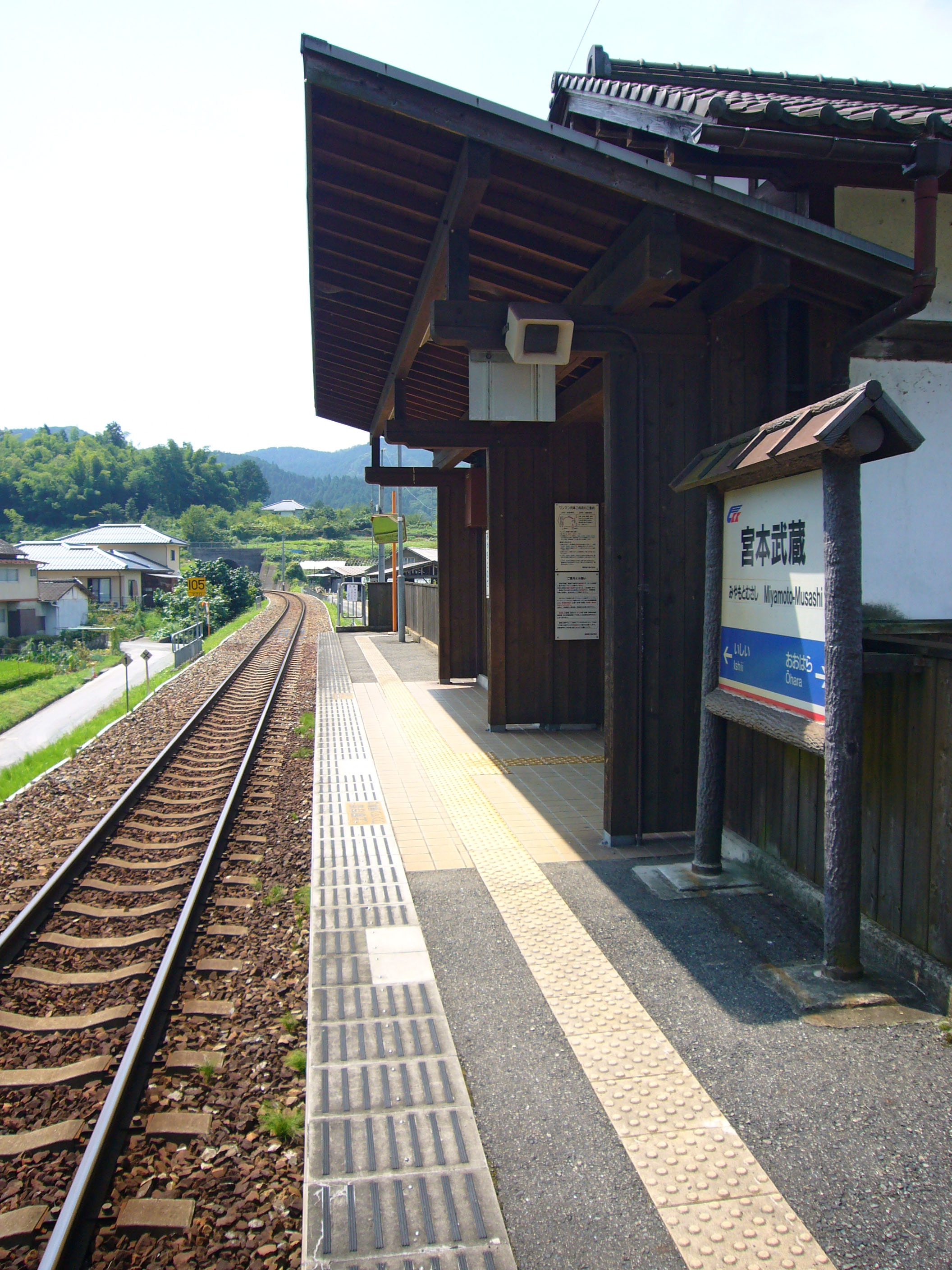
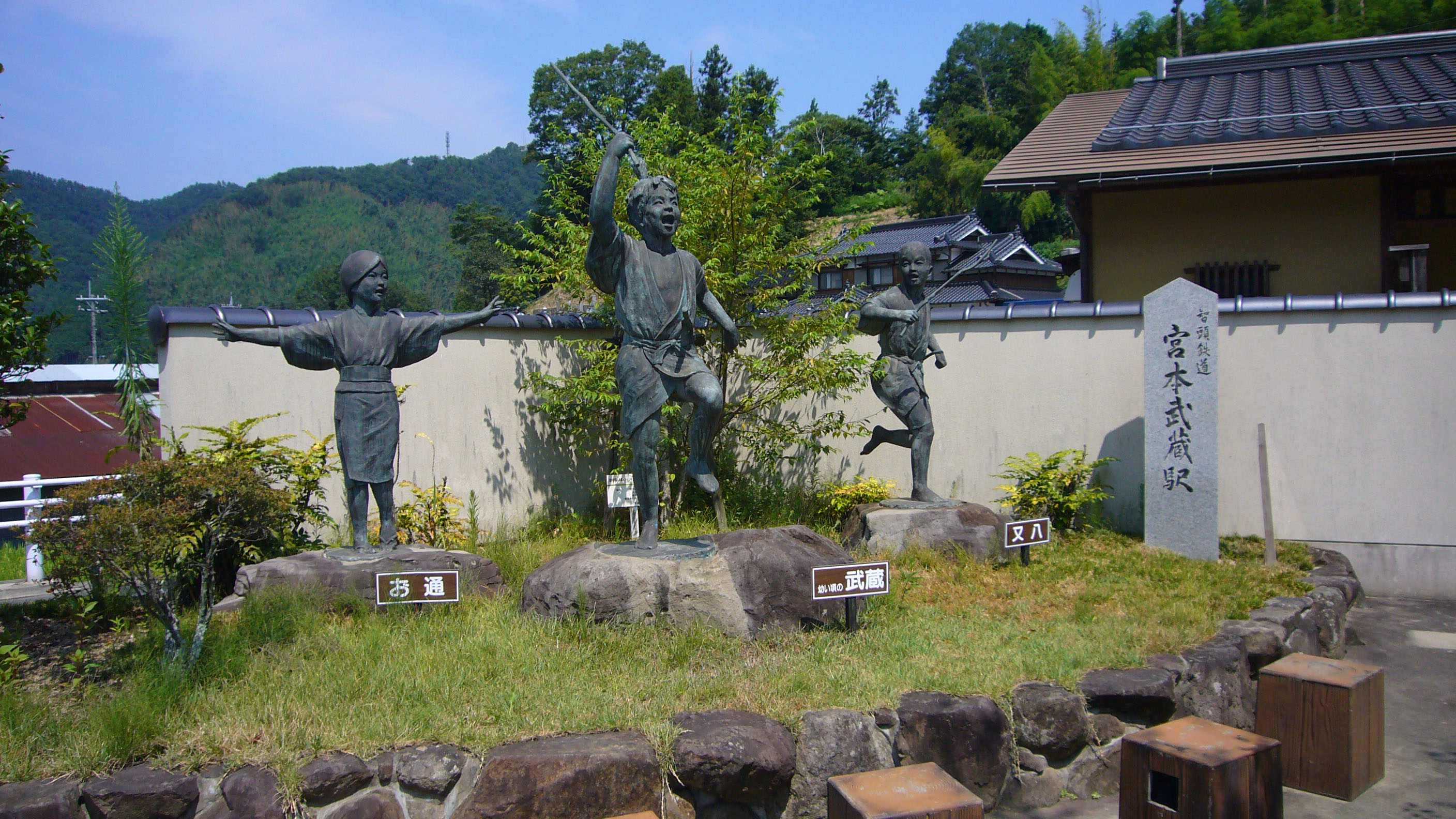
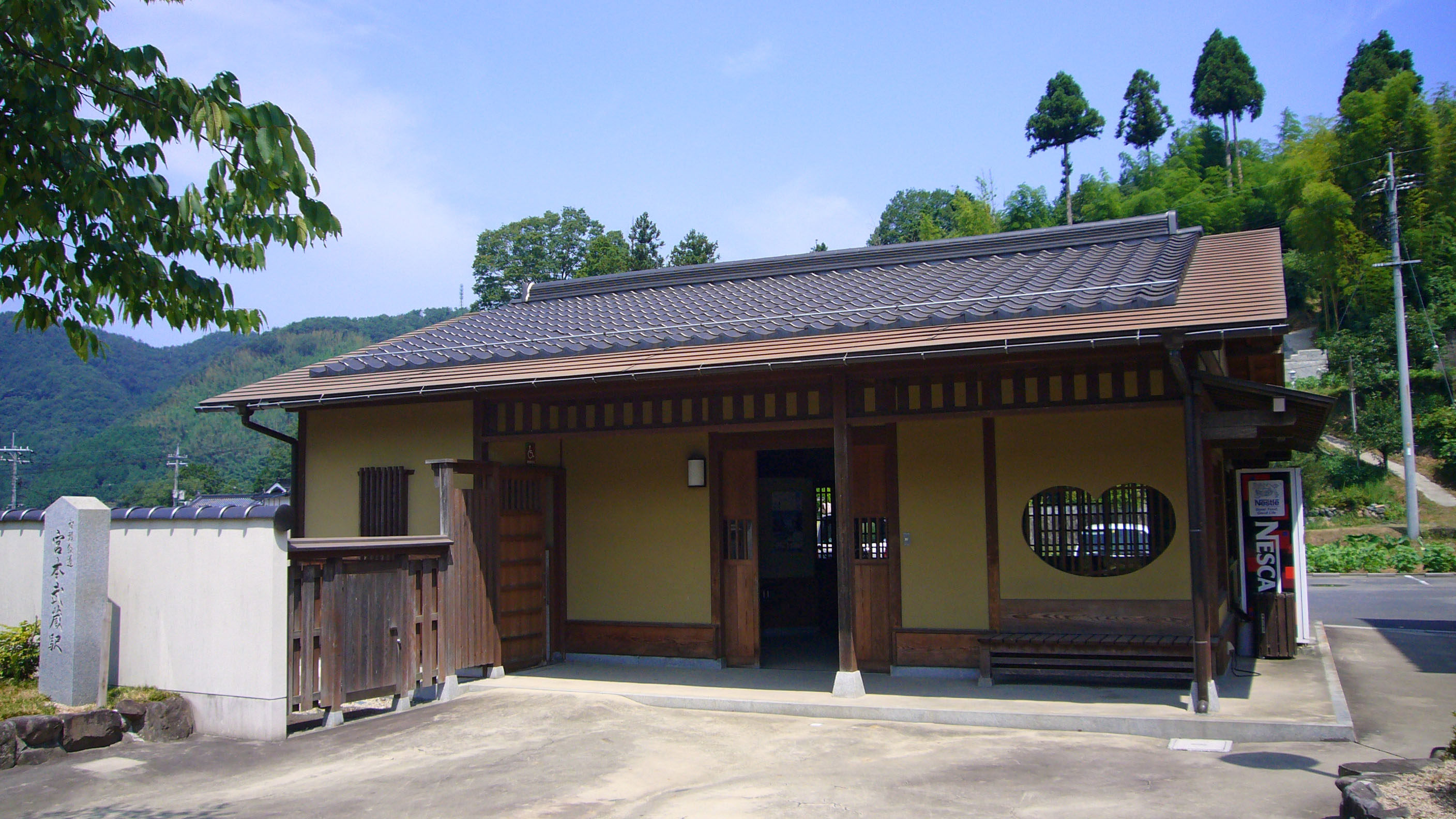
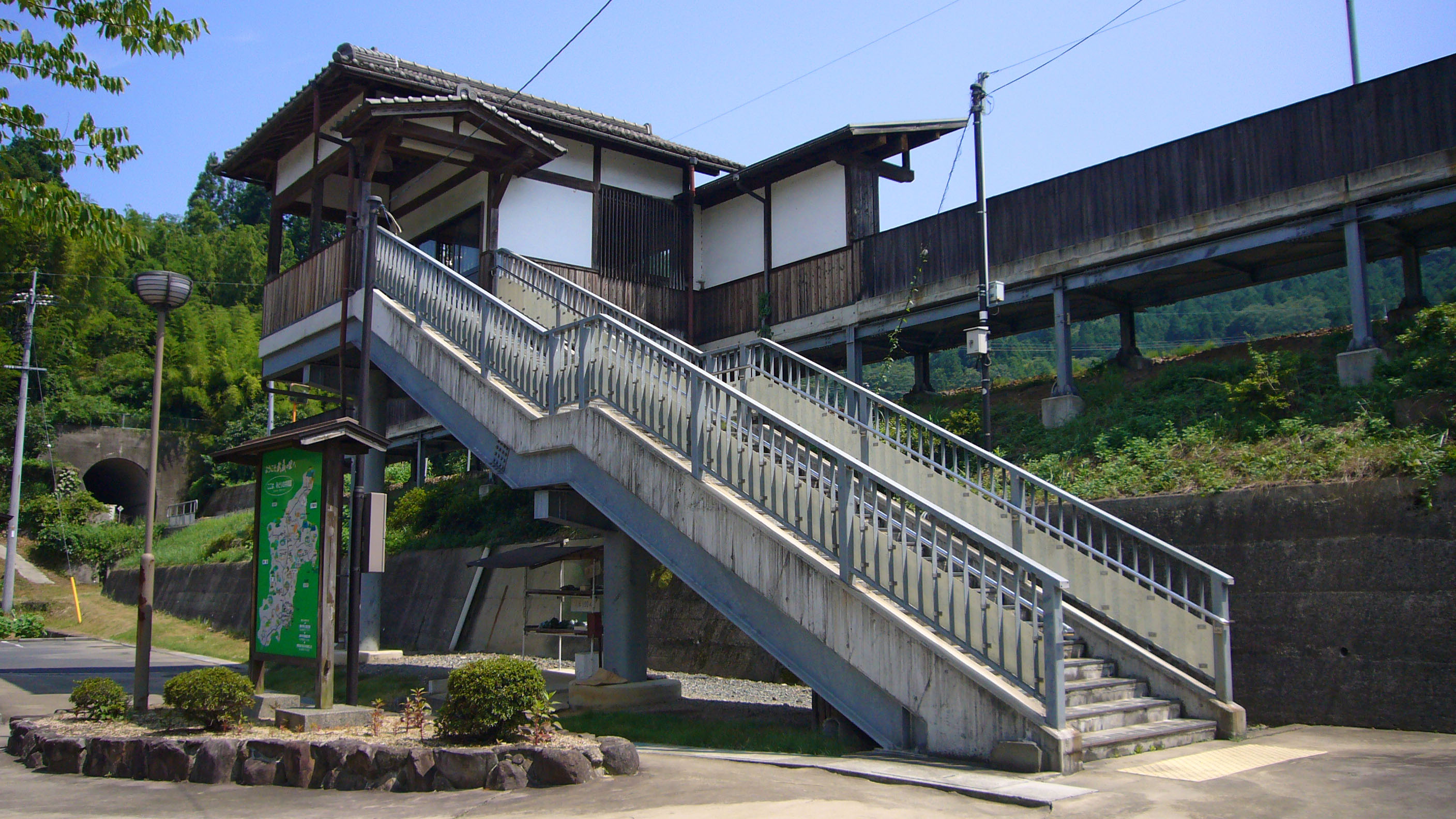